# Tim Lips
Tim Cornelis Hendrik Lips (Made, 7 oktober 1985) is een Nederlands ruiter die Nederland vertegenwoordigde op de Olympische Spelen van 2008 waar hij op het onderdeel Eventing de vijftiende plaats behaalde met 75,00 punten. Hij nam ook deel aan de Olympische Zomerspelen 2012 en 2016.
Op 4 juli 2009 eindigde Lips als vijfde in het klassement in de driesterrenwedstrijd CHIO Aken.